# Море спокою (телесеріал)
«Море спокою» (англ. The Silent Sea, кор.: хангиль: 고요의 바다, НЛ: Goyo-eui bada) — південнокорейський науково-фантастичний стрімінговий серіал-трилер. В головних ролях задіяні Кон Ю, Пе Ду На та Лі Джун. Серіал є адаптацією короткометражного фільму 2014 року «Море спокою», який написав та зняв Чой Кан Йон, він також є режисером серіалу. Перший сезон серіалу вийшов на Netflix 24 грудня 2021 року.
Це футуристична історія, де Земля майбутнього перетворюється на безводну пустелю. Сюжет розгортається навколо членів спеціальної групи, відправленої для пошуку таємничого зразка із покинутої дослідницької станції «Пархе» на Місяці.

## Сюжет
У майбутньому по світу настає критична нестача води. На місячній базі «Пархе», де досліджувалися способи поповнити Землю водою, стається невідома аварія, 117 членів екіпажу гинуть. За 5 років, перед тим, як остаточно списати станцію, що стояла покинута з часу аварії, Департамент космонавтики та аеронавтики Республіки Корея споряджає на Місяць експедицію, щоб забрати таємничий зразок із «Пархе». До екіпажу під керівництвом капітана Хан Юн Че приєднується докторка Сон Чі-ан, астробіолог, чия сестра загинула на «Пархе». Космічний шаттл при наближенні до Місяця виходить з ладу й падає в околицях станції. Команді вдається пішки досягнути «Пархе», де дослідники виявляють трупи найманців, що проникли туди вже після аварії. Загиблі виглядають так, наче вони потонули. Розшукуваних зразків не виявляється на місці, а Сон Чі-ан фіксує присутність сторонніх.
Один з членів експедиції, Су-чан, заражається через воду з трупа невідомою інфекцією, після чого виділяє велику кількість води та гине. Один зі зразків викрадає невідомий і як припускають гості, це хтось із уцілілих після аварії. Експедиція поновлює контакт із Землею, медик Хонг аналізує воду, проте не знаходить у ній нічого незвичайного. Чі-ан зізнається, що знала про небезпеку води, виявлену її сестрою. Команда знаходить ліфт, який веде на підземний рівень бази, не позначений на схемах. Там знаходяться численні зразки, один з яких намагається викрасти надзвичайно швидка й сильна дівчинка. В протистоянні з гостями вона раниться, але надзвичайно швидко лікується місячною водою й тікає. Та хто вона не вдається довідатися, оскільки дані стерто з комп'ютерів. Згодом виявляється, що один з учасників експедиції, інженер Те-сок — корпоративний шпигун, який саботує місію. Він викрадає зразок і блокує двері на базі.
Дівчинка, чиїм іменем виявляється Луна, кусає Сон Чі-ан, але дозволяє слідувати за нею. Чі-ан знаходить записи своєї сестри про експерименти з місячною водою на дітях-клонах. Те-сок планує затопити базу, проте сам зазнає впливу місячної води. Сон Чі-ан виживає та просить відвезти Луну на нейтральну територію. В той час «Пархе» починає руйнуватися через затоплення. Екіпаж жертвує собою, щоб Хан Юн Че, Сон Чі-ан і Луна вибралися з бази. Тоді виявляється, що Луна здатна перебувати у вакуумі без скафандра. Вцілілих і зразок забирає рятувальна команда.

## Актори та персонажі

### Головний каст
- Кон Ю — Хан Юн Че, керівник дослідницької групи, який не зважаючи на брак інформації повинен виконати важливу місію. Він ставить безпеку членів своєї команди понад усе і радше поставить під загрозу себе.
- Пе Ду На — докторка Сон Чі-ан, астробіолог, яка приєднується до команди, вирішивши розкрити правду про нещасний випадок на покинутій дослідницькій станції «Пархе» на Місяці.
- Лі Джун[en] — капітан Рю Те Сок, головний інженер, який був елітним членом Міністерства національної оборони, але зголосився на цю небезпечну місію, намагаючись уникнути задушливого середовища в міністерстві.

### Другорядний каст
- Хо Сон Те — Кім Че Сон, керівник Групи з Ресурсів Авіаційної адміністрації[6]
- Лі Му Сен — Кон Су Хьок, керівник групи безпеки[7]

## Список епізодів
| № | # | Назва                     | Режисер | Сценарист  | Перший ефір у США |
| - | - | ------------------------- | ------- | ---------- | ----------------- |
| 1 | 1 | «Епізод 1» «Episode #1.1» | TBA     | Пак Ин Кьо | 24 грудня 2021    |
| 2 | 2 | «Епізод 2» «Episode #1.2» | TBA     | TBA        | 24 грудня 2021    |
| 3 | 3 | «Епізод 3» «Episode #1.3» | TBA     | TBA        | 24 грудня 2021    |
| 4 | 4 | «Епізод 4» «Episode #1.4» | TBA     | TBA        | 24 грудня 2021    |
| 5 | 5 | «Епізод 5» «Episode #1.5» | TBA     | TBA        | 24 грудня 2021    |
| 6 | 6 | «Епізод 6» «Episode #1.6» | TBA     | TBA        | 24 грудня 2021    |
| 7 | 7 | «Епізод 7» «Episode #1.7» | TBA     | TBA        | 24 грудня 2021    |
| 8 | 8 | «Епізод 8» «Episode #1.8» | TBA     | TBA        | 24 грудня 2021    |

## Виробництво

### Розробка
У грудні 2019 року Netflix оголосив про створення телесеріалу «Море спокою», адаптованого за однойменним короткометражним фільмом 2014 року режисера Чой Кан Йона. Він також буде режисером серіалу, а Чон У Син виступить виконавчим продюсером.

### Кастинг
У квітні 2020 року Кон Ю та Пе Ду На отримали головні ролі. У вересні 2020 року до них офіційно приєдналися Хо Сон Те та Лі Му Сен.

## Оцінки й відгуки
Серіал зібрав 88 % позитивних відгуків кінокритиків на агрегаторі Rotten Tomatoes.
Ділан Рот із «The Observer» серіал цікаво обігрує небезпеки космосу та порівнює їх з водними глибинами. Та в серіалі багато невикористаного сюжетного потенціалу, а кожен з персонажів отримує надто мало екранного часу, до того ж підсюжет політичної інтриги не досить розвинений. Можливо, серіал виграв би, якби був знятий у форматі 3-4 годинного фільму, або принаймні не був так затягнений. Бо глядачі мають вдосталь часу, щоб здогадатися про сюжетні повороти раніше, ніж це роблять герої «Моря спокою».
На думку Даніеля Д'аддаріо з «Variety», «Море спокою» вражає візуалом, особливо місячними краєвидами. Разом з тим катастрофічне становище Землі має слабкий вплив на те, що відбувається з героями на Місяці, дві сюжетні проблеми позбавлені емоційного зв'язку. Скорочення серіалу до 5-6 епізодів пішло б тільки на користь, але шанувальники жанру не лишаться розчарованими.